# エグゼクフライト1526便墜落事故
エグゼクフライト1526便墜落事故は、2015年11月10日にアメリカ合衆国で発生した航空事故である。
デイトン-ライト・ブラザーズ空港からアクロン・エグゼクティブ空港へ向かっていたエグゼクフライト1526便（ブリティッシュ・エアロスペース BAe-125-700A）が着陸進入中に墜落し、乗員乗客9人全員が死亡した。

## 飛行の詳細

### 事故機

事故機のN237WR

事故機のブリティッシュ・エアロスペース BAe-125-700A（N237WR）は、1979年8月16日に製造番号257072として製造された。総飛行時間は14,948時間で、11,075サイクルを経験していた。搭載されたエンジンはハネウェル・エアロスペース社製のTFE731-3であった。

### 乗員
機長は40歳のコロンビア人男性で、2015年6月4日にエグゼクフライトに雇われた。入社以前はアビアンカ・カーゴやHeralpin USAなどで働いていた。2014年6月21日、機長は管制官の指示を無視して飛行を行ったとして強制措置が課せられた。是正訓練は同年12月24日に修了した。総飛行時間は6,170時間で、このうち3,414時間が機長としての乗務だった。HS-125では1,020時間の経験があり、670時間が機長としての経験だった。Heralpin USAの発行した記録によれば、機長はホーカー 800の訓練に参加しなかったため解雇されていた。
副操縦士は50歳のイタリア人男性で、2015年6月1日にエグゼクフライトに雇われた。入社以前はスカイ・キングなどで働いていた。総飛行時間は4,382時間で、HS-125では482時間の経験があった。スカイ・キングではボーイング737の副操縦士として雇用されたが、座学で暗記項目や重量、バランスなどの問題に対して苦労していた。また、シミュレーターではコールアウトなどにも問題があったため、オブザーバーとして実機に搭乗する機会が与えられた。しかし、その後もパフォーマンスは改善せず、飛行に必要な基準を大きく下回っていると評価されていた。そのため、副操縦士は5か月ほどでスカイ・キングを解雇されていた。

## 事故の経緯
事故機は国内非定期旅客便として運航されており、2日間で7区間を飛行する予定だった。搭乗していたのはボカラトンに拠点を置くペブ・エンタープライズ (Pebb Enterprises) の幹部2人と従業員5人だった。事故前日のEST6時50分ごろ、事故機はフォートローダデール・エグゼクティブ空港を離陸した。ミネソタ州セントポール、ミズーリ州セントルイスを経由して19時55分ごろにオハイオ州シンシナティ市営ランケン空港へ着陸した。事故当日はシンシナティ市営ランケン空港からデイトン-ライト・ブラザーズ空港、アクロン・エグゼクティブ空港を経由してフォートローダデールへ戻る予定だった。11時33分ごろ、事故機はデイトン-ライト・ブラザーズ空港に着陸した。着陸後、パイロットたちは1526便としてアクロン・エグゼクティブ空港へ向かう飛行準備を開始した。空港に提出された計画書ではデイトンを13時30分に出発し、計器飛行方式でアクロンへ向かう予定だった。13時49分ごろ、乗客の搭乗が完了し、14時13分ごろに滑走路20から離陸した。
離陸後、1526便は17,000フィート (5,200 m)までの上昇を許可された。14時26分、パイロットはASOSからアクロン・エグゼクティブ空港の気象情報を得るため周波数を設定し、視程10マイル、雲低1,100フィート (340 m)という情報を入手した。しかし、この時入力された周波数は誤っており、パイロットが得たのはアクロンから西南に108マイル離れたオハイオ州ランカスターのフェアフィールド・カウンティ空港の気象情報だった。14時32分、インディアナポリス管制からクリーブランド管制と交信するよう指示され、パイロットは周波数を変更した。クリーブランド管制と交信を行った後、パイロットは滑走路25へのローカライザー進入についての会話を開始した。14時33分、乗客がコックピット内に入り、進入についての会話が一時的に中断された。副操縦士は数分なら居ても大丈夫だが、気が散ってしまうため出ていくように言い、進入についての会話を再開した。最低降下高度（MDA）についての議論が行われ、機長は473フィート (144 m)だと答えた。

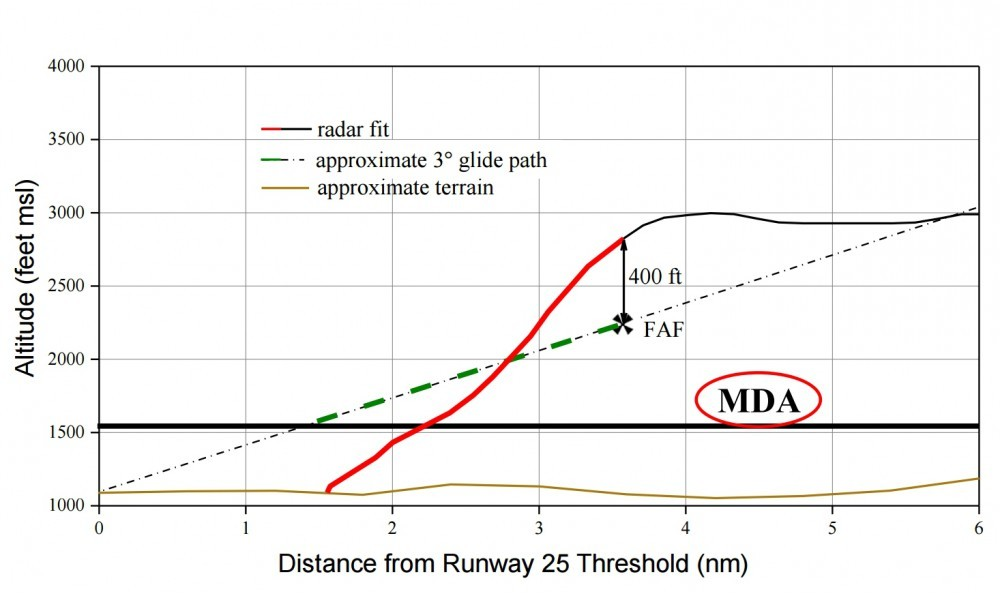
1526便の飛行経路（緑と黒の破線がグライドスロープ、赤線が1526便の経路、黄色線が地形を示す）

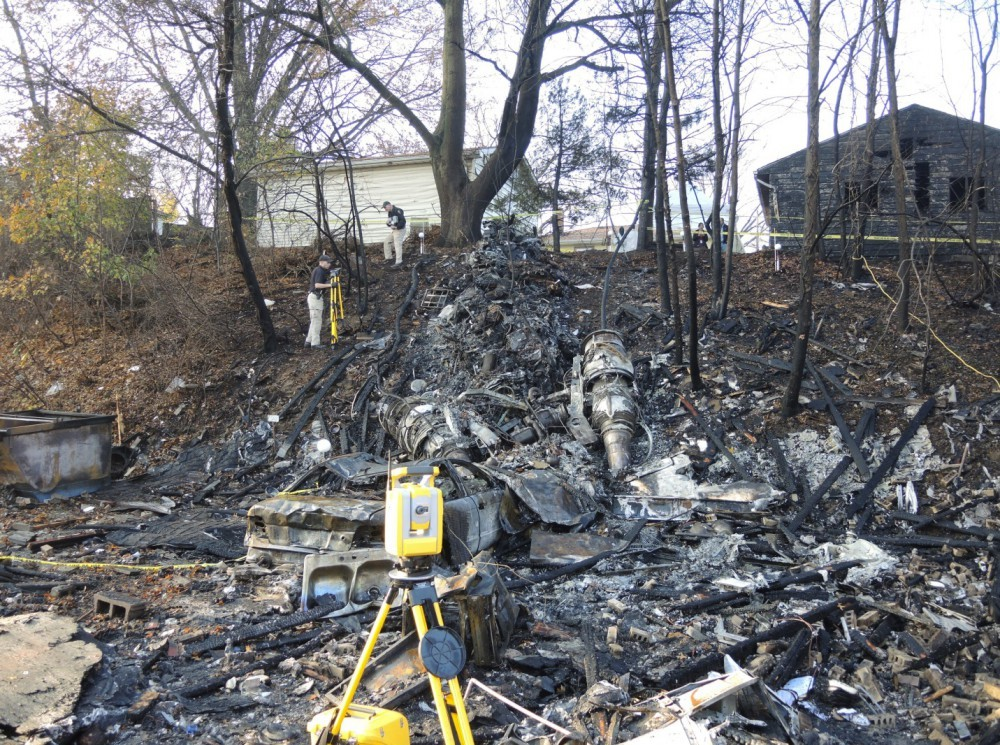
焼け焦げた1526便の残骸

14時37分、自動気象通報によってアクロンの気象情報が読み上げられた。同時刻、パイロットはアクロン進入管制との交信を行い、5,000フィート (1,500 m)まで降下する許可を与えた。14時46分、管制官は小型機が進入中であるため170ノット (310 km/h)へ減速するよう指示し、3,000フィート (910 m)までの降下を許可した。この小型機のパイロットはMDAでようやく雲の下に出られたと報告していた。事故当時、空港付近では小雨と霧が報告されていた。1526便が3,000フィート (910 m)に達した時点で飛行速度は280ノット (520 km/h)だった。副操縦士は減速するため、着陸装置とフラップを展開した。これにより速度は125ノット (232 km/h)まで低下し、ピッチ角が5度から12度まで上がった。機長は副操縦士にピッチ角に注意するよう警告し、副操縦士は推力を上げることで機首を下げた。14時49分、滑走路25へのローカライザー進入が許可され、パイロットはMDAまでの降下を開始した。機長は着陸前のチェックリストを行ったが、完了はしなかった。機体が2,300フィート (700 m)付近を通過中に、副操縦士は毎分2,000フィート (610 m)という高い降下率で降下を行った。これは、副操縦士が進入中の高度が高すぎると判断したためと推測されている。この降下に対して機長は数度に渡って警告した。14時52分13秒ごろ、1526便はMDAの1,540フィート (470 m)付近まで降下したが、機体はそのまま降下し続けた。MDAに達した時点で速度は推奨される速度より11ノット (20 km/h)遅く、着陸復航を行うべきだったがパイロットは進入を継続した。副操縦士は降下を止めるため機首を上げた。14時52分27秒、スティックシェイカーが作動した。この時の対気速度は98ノット (181 km/h)で、ピッチ角は21度だった。5秒後には対地接近警報装置も作動し、さらに2秒後に最初の衝撃音が記録された。1526便は、左に傾きながら電線に接触し、空港の北東3.2km地点のアパートに衝突した。墜落により火災が発生し、アパートと車2台などに延焼した。
当初、激しい火災により機体に何人が搭乗していたか確認できず、少なくとも2人が死亡したと報じられた。後に7人の乗客が搭乗していたことが確認され、死者数が9人に訂正された。搭乗者のうち乗客5人は衝撃により死亡し、他1人とパイロットは煙の吸引や火傷などで死亡した。幸い、衝突したアパートや建物は事故当時いずれも無人で、地上で事故に巻き込まれた者は居なかった。現場付近の8軒の家の住人は一時的な避難を強いられた。また、墜落時に電線が切断されたため、現場付近の地域で停電が発生し、数百世帯が影響を受けた。赤十字は、被害を受けた世帯の人々に対して炊き出しなどの提供を行った。警察によれば、事故により11世帯が被害を受け、家を失った。

## 事故調査
国家運輸安全委員会（NTSB）が事故調査を行った。NTSBは当初、機械的故障が事故原因の可能性があると述べていた。

### 重量の計算
事故機の運航重量は14,276.92ポンド (6,475.90 kg)だったが、重量計算には13,815ポンド (6,266 kg)の空虚重量が用いられていた。また、乗客は1人あたり200ポンド (91 kg)の体重としており、手荷物は1人あたり250ポンド (110 kg)としていた。連邦航空局（FAA）は乗客と手荷物の重量計算には、実際に計測した値に10ポンド (4.5 kg)足したものを適用するよう推奨していた。エグゼクフライトの担当者は、機内に測定用の重量計が載せられていたと証言した。NTSBは離陸時の重量を再計算し、23,786ポンド (10,789 kg)程度だったと推測した。これは、最大離陸重量の25,500ポンド (11,600 kg)を下回っていた。また、着陸時の重量は22,286ポンド (10,109 kg)であったとされた。これは、最大着陸重量を286ポンド (130 kg)上回っていた。

### 分析
1526便の最後の瞬間を現場付近の監視カメラが捉えていた。映像には機体が左に傾きながら低空を飛行し、アパートに激突する様子が記録されていた。目撃者は、機体のエンジンは作動しており、轟音を発していたと証言した。
連邦航空局（FAA）の手順では、アクロンの進入管制官はパイロットが気象情報を入手しているか確認する必要があったが、管制官はこれをしていなかった。しかし、パイロットたちは自動気象通報によってアクロンの気象情報を得ていたため、この管制官の行動は事故に寄与しなかったとNTSBは断定した。

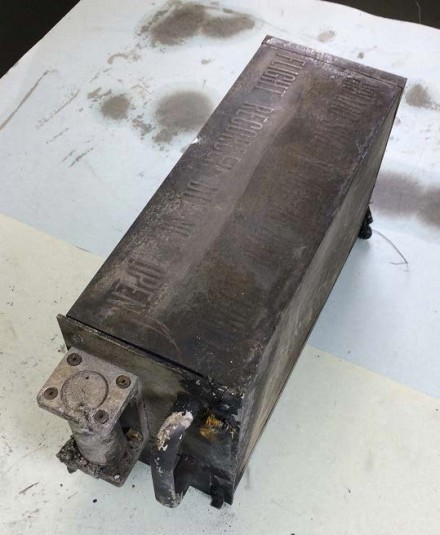
現場から回収されたCVR

空港への降下中、機体は298ノット (552 km/h)という高速で飛行していた。これは、10,000フィート (3,000 m)以下を飛行する際に定められている上限の250ノット (460 km/h)を48ノット (89 km/h)上回っていた。コックピットボイスレコーダー（CVR）の記録によれば、パイロットがこのことについて話し合った様子はなく、速度超過に陥っていることに気づいていなかった可能性が指摘された。また、CVRによればパイロットは着陸進入に関するブリーフィングやチェックリストを行っていたがどちらも完了はしておらず、いくつかの重要項目の確認も怠っていた。

### 事故原因
NTSBは、パイロットが着陸進入において機体を適切に管理できなかったこと、標準的な手順を逸脱した複数の操作を行ったため、MDAを下回る高度まで降下し、機体が失速した。また、エグゼクフライトによるパイロットの雇用や訓練が不十分であったことや、FAAによるエグゼクフライトへの監視が不足していたことが事故に寄与したと結論付けた。
この事故を受けてNTSBは13の安全勧告を発行した。

## 事故後
事故後、エグゼクフライトは管制官のミスが事故の要因になった可能性を指摘し、また同社の社長は管制官が飛行高度の監視を怠っていたと述べた。しかしNTSBは管制官の行動は事故に寄与しなかったと最終報告書で結論付けた。
一方、同社の元パイロットの男性がNTSBの聞き取り調査で会社から虚偽の証言をするよう要求されたと話した。この男性は、会社が重量などの飛行記録の改竄を行っていたと証言した。
エグゼクフライトの社長はNTSBの報告書に対してほとんど同意せず、実際の問題には触れられていないと述べた。

## 映像化
- メーデー!:航空機事故の真実と真相 第19シーズン第2話「Playing Catch Up」